# Groupement d'intervention de la Polynésie
Ne doit pas être confondu avec Forces armées en Polynésie française.
Le groupement d'intervention de la Polynésie (GIP, en forme longue groupement d’interventions de la Polynésie Te Toa Arai) est un service territorial de la Polynésie française, existant de 1998 à 2006. Présenté comme une force d'intervention en cas de catastrophe naturelle, il voit ses missions étendues et est qualifié de « milice », de « garde prétorienne » ou de « gros bras » du président Gaston Flosse.

## Historique
Le groupement est créé le 20 mai 1998 à partir de la flottille administrative, dont les marins étaient intervenus dans des catastrophes naturelles. Il est dissous le 11 janvier 2006.
Le GIP est mis en cause dans la disparition de Jean-Pascal Couraud en 1997,.
Le GIP était dirigé par Léonard Puputauki de juillet 1998 à mars 2005 (il est brièvement remplacé de juillet à octobre 2004, pendant la présidence d'Oscar Temaru, par Robert Maker). De mars 2005 jusqu'à la dissolution du groupement, l'intérim est assuré par Yannick Boosie.